# Royal Nord

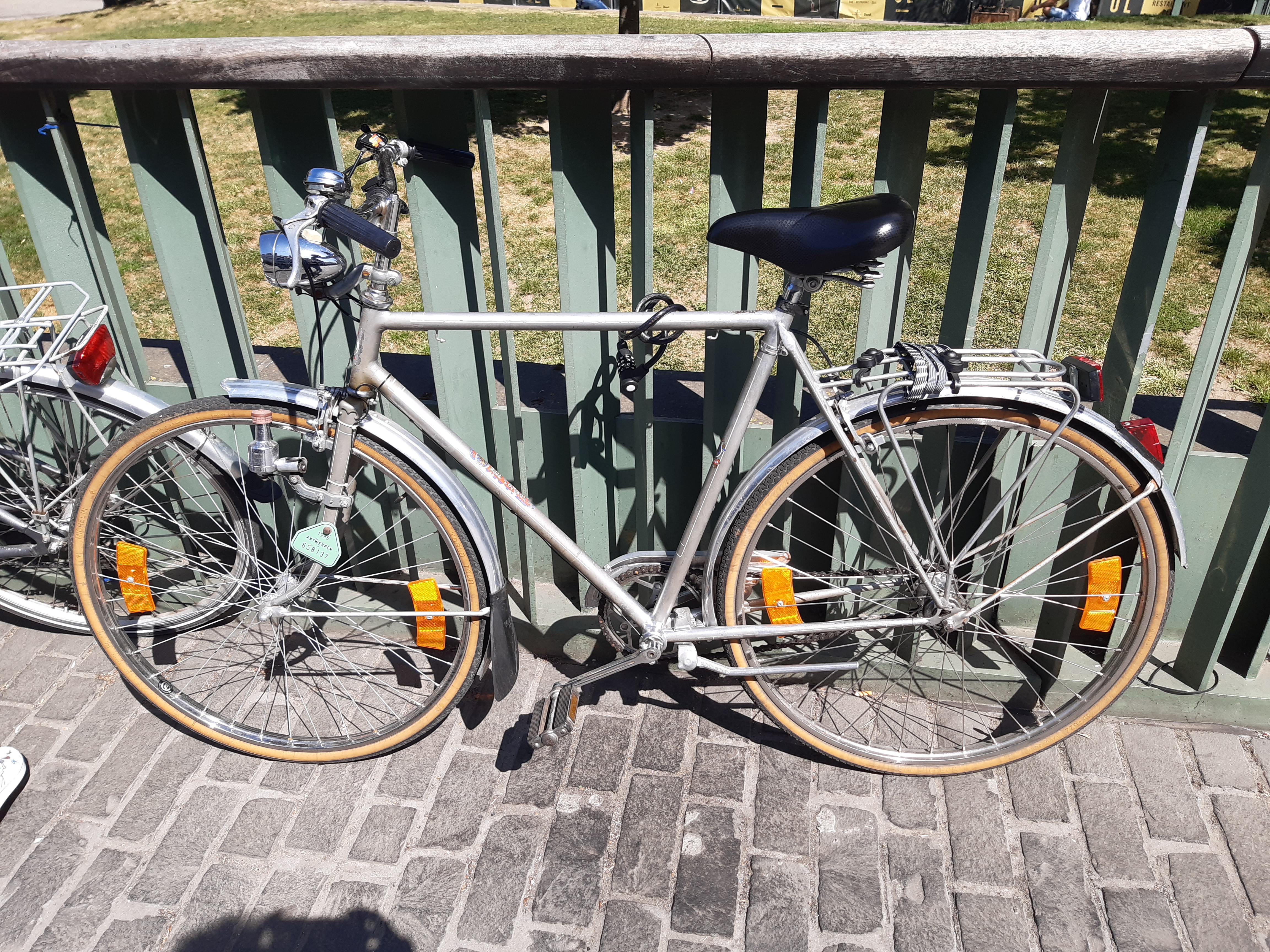
Royal Nord fiets

Royal Nord is een Belgisch historisch merk van fietsen, motorfietsen en bromfietsen.
Ets. Nord, Gebroeders Hufkens, later H. Hufkens, Hasselt.

## Voorgeschiedenis
Jean Hufkens werkte aanvankelijk bij Gillet, maar ging al snel fietsen verkopen in Hasselt. In 1927 ging hij deze ook zelf produceren. Toen het bedrijf begon te groeien, voegden zijn broers Henri, Hubert, Gaston en Achille zich bij hem. Jean en Achille reden wedstrijden met Saroléa- en Gilletmotoren. De gebroeders Hufkens werden al snel dealer van Gilletmotorfietsen.

## Motorfietsen

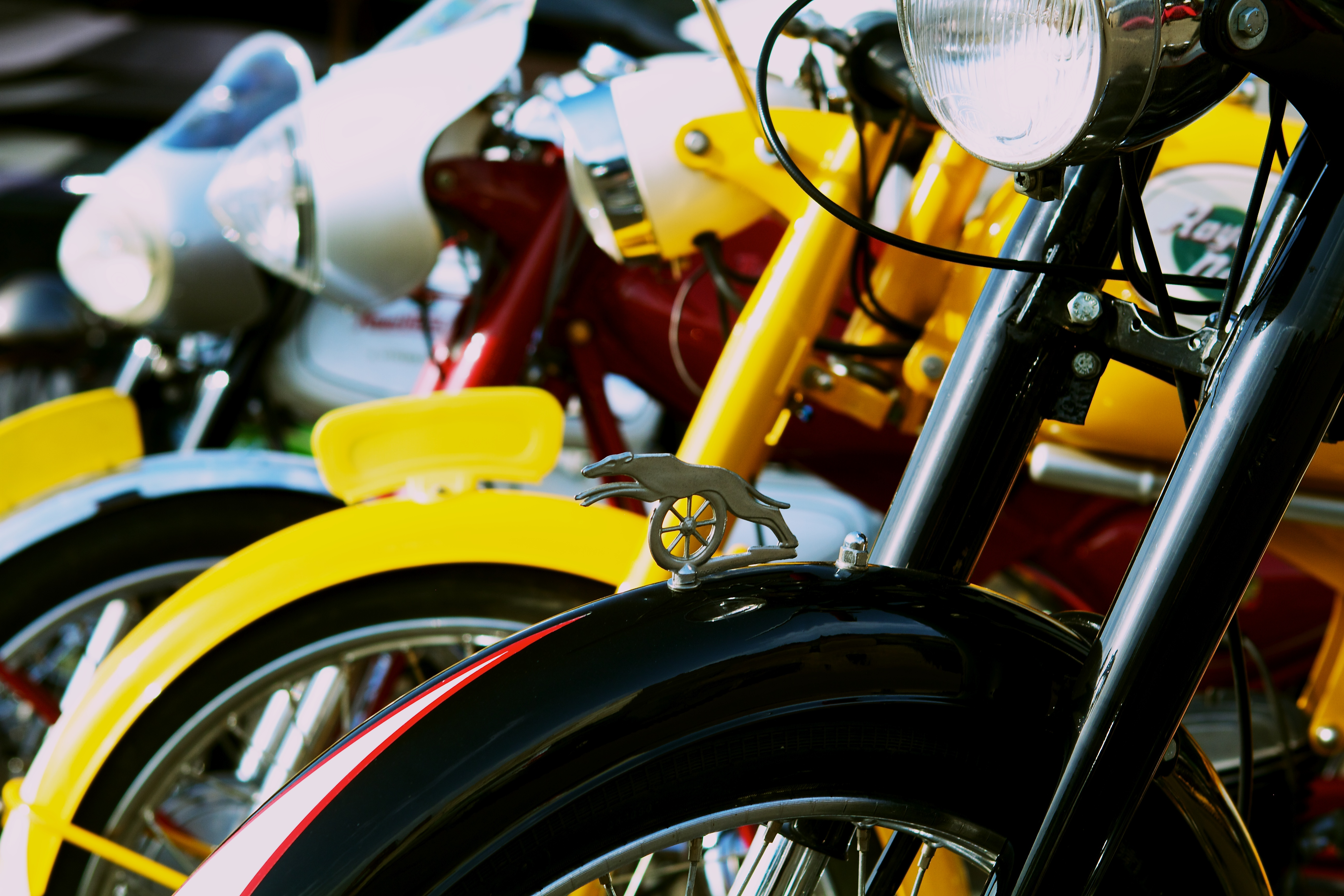
Royal Nord

In 1931 begonnen de gebroeders zelf motorfietsen te produceren. In feite was dit al de eerste keer dat het bedrijf badge-engineering toepaste. Dat zou in de loop der jaren nog vaak gebeuren. De eerste Royal Nords waren rijwielen met een 100cc-hulpmotor en lichte 125cc-motorfietsen. Alles naar voorbeeld van Gillet en daarvan nauwelijks te onderscheiden. In 1933 volgde een 175cc-uitvoering.
In 1935 veranderde de bedrijfsnaam in NV Werkhuizen Gebroeders Hufkens, maar Hubert en Henri verlieten de firma.
Na de Tweede Wereldoorlog ging de productie door en in 1951 presenteerde Royal Nord gemotoriseerde tandems en bromfietsen. In 1952 waren er modellen met 125- en 150cc-blokken van Gillet, Maico en ILO, in 1953 ook nog een Maico van 175 cc. De Maico Taifun 400 werd vanaf 1954 als "Royal Nord 400" verkocht. Deze machine was bijna mooi van lelijkheid, voorzien van een overdadige hoeveelheid plaatwerk en enorme spatborden. De meeste klanten vonden hem echter lelijk van lelijkheid en de machine bleek vrijwel onverkoopbaar. In 1955 werd de Maico 250 als Royal Nord aangeboden. Die oogde al een stuk vlotter en de verkoop liep dan ook beter.

## Bromfietsen

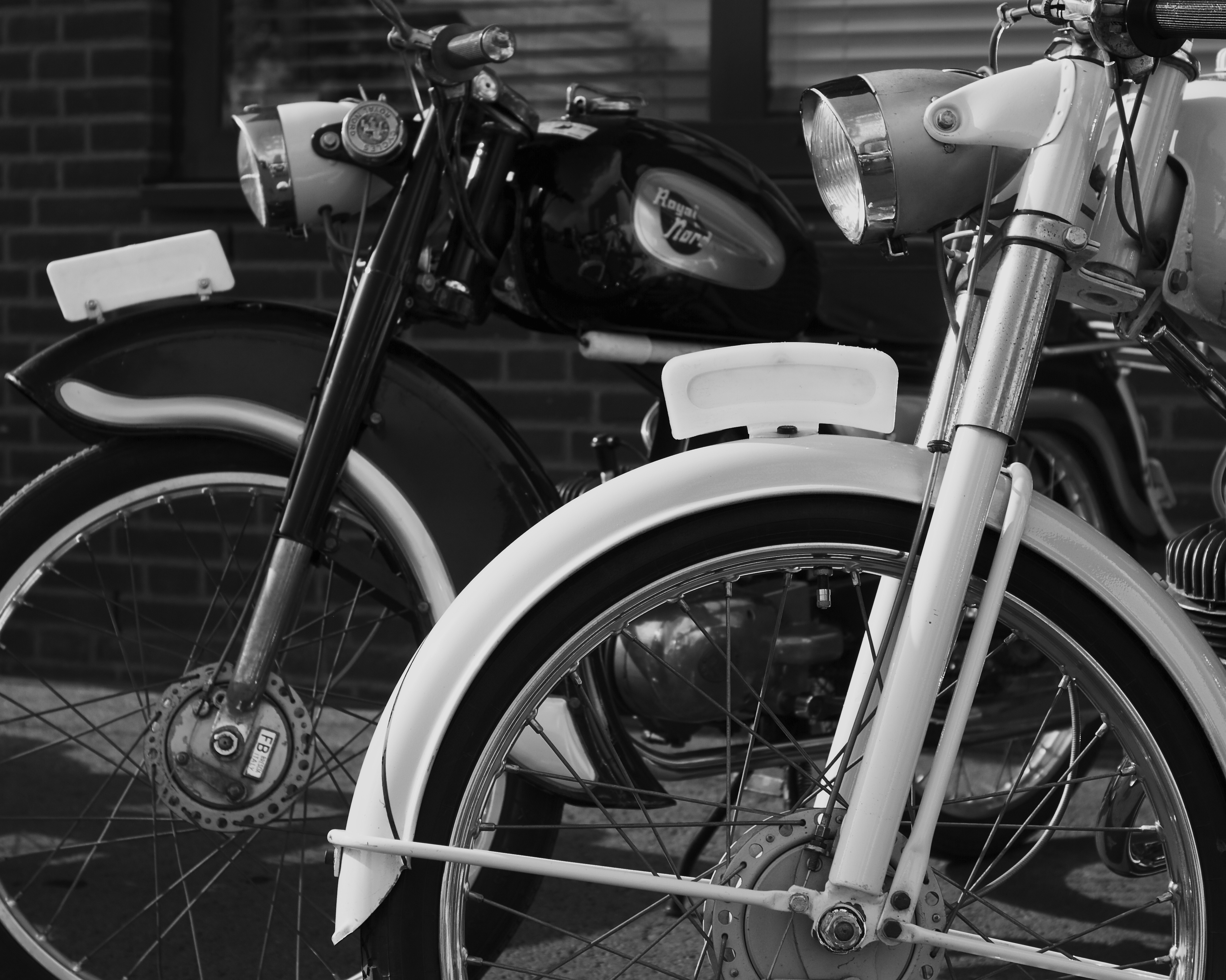
Royal Nord-bromfietsen

Eind jaren vijftig, toen de motorfietsverkoop al behoorlijk ingestort was, richtte Royal Nord zich vooral op de productie van bromfietsen. Men had inmiddels door dat men voor een vlot ontwerp beter naar Italië kon kijken en de bromfietsen leken dan ook sterk op die van Itom. Royal Nord leverde echt vlotte sportbromfietsen met de bekende 180°-spatborden, maar ook "gebruiksbromfietsen" met beenkappen om de berijder tegen de weersomstandigheden te beschermen. Ze hadden eigen 50cc-motorblokjes. De bromfietsen verkochten zo goed in Belgisch-Congo dat er zelfs fabrieken in Leopoldstad (tegenwoordig Kinshasa) en Elisabethstad (tegenwoordig Lubumbashi) werden opgezet. Bovendien produceerden de inmiddels noodlijdende Belgische merken FN en Gillet nu Royal Nord-bromfietsen in licentie.
1960 was een slecht jaar voor Royal Nord. Jean Hufkens verongelukte bij een auto-ongeval, en bovendien werd Belgisch-Congo onafhankelijk, waardoor een groot deel van de afzetmarkt wegviel. Men probeerde met de productie van grasmaaiers het hoofd boven water te houden. De komst van Honda op de Belgische bromfietsmarkt was een tweede klap.
Toch verkocht Royal Nord — ook in Nederland — meer bromfietsen dan men kon produceren, en dat ondanks een relatief hoge prijs. Een belangrijke reden voor de aankoop was dat een Royal Nord harder liep dan de Kreidlers van de Duitsers die in groten getale in het weekeinde vanuit het Ruhrgebied naar de regio Eindhoven kwamen. De importeur voor Nederland was, zover ik weet "Bultje" Raaymakers op de Provenciale Weg in Meerveldhoven. In 1967 eindigde de bromfietsproductie, maar de Royal Nord-rijwielhandel in Hasselt bleef bestaan. De winkel werd uitgebaat door de gebroeders Freddy en Marc Hufkens. Men kon er nog steeds fietsen en bromfietsen kopen, echter niet meer van het merk Royal Nord.
Eind 2011 stopten de gebroeders met de zaak, die daarna zou worden gesloopt.

## Trivia
De merknaam werd waarschijnlijk ontleend aan een Brussels hotel.